# Ellie dans tous ses états
Ellie dans tous ses états (Watching Ellie) est une série télévisée américaine en 19 épisodes de 22 minutes, créée par Brad Hall dont seize épisodes ont été diffusés entre le 26 février 2002 et le 20 mai 2003 sur le réseau NBC.
En France, la série a été diffusée à partir du 6 septembre 2003 sur TPS Star.

## Distribution
- Julia Louis-Dreyfus (VF : Claire Guyot) : Ellie Riggs
- Lauren Bowles (VF : Laura Blanc) : Susan
- Steve Carell (VF : Jérôme Pauwels) : Edgar
- Darren Boyd (VF : Bruno Choel) : Ben
- Peter Stormare (VF : Patrick Borg) : Ingvar
- Don Lake (VF : Denis Boileau) : Dr Zimmerman

## Épisodes

### Première saison (2002)
1. La Fuite (Pilot)
2. Le Mariage (Wedding)
3. Le Dîner (Dinner Party)
4. Catastrophes Naturelles (Aftershocks)
5. Tout un fromage (Cheetos)
6. L'Ex (Tango)
7. Le Cadeau (Gift)
8. Effets secondaires (Medicated)
9. Premier week-end (Weekend)
10. Docteur Jazzy (Zimmerman)
11. L'Appartement (Dream)
12. Le Ballon Magique (Junk)
13. Titre français inconnu (Drive)

### Deuxième saison (2003)
1. Titre français inconnu (Shrink)
2. Titre français inconnu (TV)
3. Un nouveau rencart (Date)
4. Ellie dans le métro (Buskers)
5. Boisson et canasson (Fruit Shots)
6. La Question qui tue (Feud)

## Commentaires
- Brad Hall, le créateur de la série, est le mari de Julia Louis-Dreyfus.
- Chaque épisode s'intéresse à une demi-heure de la vie de l'héroïne principale, une horloge étant présente sur l'écran pour compter les 22 minutes de l'épisode. La série a été retirée de l'antenne trois épisodes avant la fin de la première saison, laissés inédits[1]. La seconde saison de six épisodes, retravaillée, fut beaucoup plus conventionnelle avec des rires pré-enregistrés (qui n'étaient pas présents durant la première saison). Elle n'a pas été du goût des téléspectateurs et la sitcom fut annulée.
- Il s'agit d'un des premiers rôles importants de Steve Carell, alors connu à la télévision comme correspondant dans le journal satirique The Daily Show.